# Pilar de la Horadada
Pilar de la Horadada község Spanyolországban, Alicante tartományban. Lakosainak száma 23 844 fő (2024). Pilar de la Horadada Orihuela, Murcia, San Javier és San Pedro del Pinatar községekkel határos.

## Népesség
A település lakosságának változását az alábbi diagram mutatja:
| Lakosok száma | 12 179 | 16 050 | 19 578 | 22 050 | 22 967 | 21 588 | 21 348 | 21 905 | 22 597 | 23 844 |
|               | 2001   | 2004   | 2006   | 2009   | 2011   | 2014   | 2016   | 2019   | 2021   | 2024   |